# Examen de la obra de Herbert Quain
Examen de la obra de Herbert Quain es un cuento del escritor argentino Jorge Luis Borges, aparecido por primera vez en la colección El jardín de senderos que se bifurcan (1941), que más tarde formaría parte del libro Ficciones (1944). Originalmente fue publicado en el número 79 de la revista Sur.

## Argumento
En Examen de la obra de Herbert Quain, Borges se presenta como amigo del recién fallecido en Roscommon escritor Herbert Quain. El suplemento literario del Times hace un comentario breve y  The Spectator también publica la noticia de la muerte de Quain y comenta parte de su obra, según Borges, menospreciándola. De modo que se decide a examinar la obra de Quain para darle el mérito que tiene.
Comienza por su primer libro, una fracasada novela policial The God of the Labyrinth (El dios del laberinto). Sigue con la novela de tres capítulos April March (Abril Marzo), que está contada al revés, del final al principio y que se complejiza porque cada capítulo ofrece tres versiones del mismo hecho. Luego, The Secret Mirror (El espejo secreto), una obra de teatro en dos actos; el primero, convencional y el segundo descubre que el autor de la obra es uno de los personajes. La última obra examinada es Statements (Declaraciones), un conjunto de ocho cuentos que proponen un argumento finalmente frustrado.
Como el escritor francés Pierre Menard o el checo Jaromir Hladík, también Herbert Quain es un personaje ficticio. Borges vuelve a usar el recurso de mencionar libros de autores inventados y darles verosimilitud mezclando ficción y realidad, como también lo hace en "El acercamiento a Almotásim".